# Маккензи, Лайонел
Ла́йонел Макке́нзи (англ. Lionel W. McKenzie; 26 января 1919 — 12 октября 2010) — американский экономист.
Доктор философии (1956) Принстонского университета. Член Национальной академии наук США (с 1978). Почётный профессор Рочестерского университета, почётный доктор Университета Кэйо и Киотского университета. МакКензи наиболее известен как разработчик неоклассической «теории общего равновесия». Вместе с Эрроу и Дебрё он создал важнейшую модель этой теории.

## Основные произведения
- «Конкурентное равновесие с зависимыми потребительскими предпочтениями» (Competitive Equilibrium with Dependent Consumer Preferences, 1955);
- «Теория спроса без индекса полезности» (Demand Theory without a Utility Index, 1956);
- «Классическая теорема существования конкурентного равновесия» (The Classical Theorem on Existence of Competitive Equilibrium, 1981);
- «Общее равновесие» (General Equilibrium, 1987).
- «Классическая теория общего равновесия» (Classical General Equilibrium Theory, 2002).